# ボルチモア・モニュメンタルズ
ボルチモア・モニュメンタルズ（Baltimore Monumentals）は、1884年にアメリカ合衆国メリーランド州ボルチモアを本拠地として、ユニオン・アソシエーションに加盟していたプロ野球チーム。

## 球団史
1884年のユニオン・アソシエーション設立の際チームが結成された。本拠地のボルチモアは、アメリカの初代大統領ジョージ・ワシントンの『記念碑』を最初に建てた都市で、チーム名の由来もそのあたりにあるようである。
投手陣はビル・スウィーニーがチームの絶対的なエースとなり、1年で500イニングス以上を投げて40勝21敗と期待に応えた。打つ方ではそれまでメジャーリーグでの経験がなかったエメット・シーリーが打率.311を打つ活躍をした。チームは7月14日から8月8日までの間に16連勝するなど好調だったが、逆に8月27日から11連敗を喫しリーグ4位の成績に終わった。ユニオン・アソシエーションの球団の中では興行的には成功の部類に入るようで、6月4日の本拠地でのダブルヘッダー（1試合目と2試合目の相手が違うというスプリット方式だった）には球場に入らないほどの人だかりができていたという。
試合記録上はチームは10月までユニオン・アソシエーションで試合を行っているが、別の資料では1884年のシーズン半ばに「ランカスター・アイアンサイズ」の名前でマイナーのイースタンリーグに参加したとされている。ランカスター・アイアンサイズとしての戦績は30勝31敗だった。いずれにしてもチームとしての活動は1884年の1年だけだったようである。

## 戦績
※順位は勝率による。
| 年度   | リーグ | 試合 | 勝利 | 敗戦 | 勝率 | 順位 | 監督               | 本拠地                     |
| ------ | ------ | ---- | ---- | ---- | ---- | ---- | ------------------ | -------------------------- |
| 1884年 | UA     | 106  | 58   | 47   | .552 | 4位  | ビル・ヘンダーソン | Belair Lot Monumental Park |

## 所属した主な選手
- ビル・スウィーニー：投手。1884年に40勝でリーグ最多勝投手となった。以後メジャーでの登板はなし。
- エメット・シーリー：外野手。チーム最多の144安打、打率.311を記録した。

## 主な球団記録
- 通算安打数：144（エメット・シーリー）
- 通算本塁打：6（チャーリー・レヴィス）
- 通算勝利数：40（ビル・スウィーニー）
- 通算奪三振：374（ビル・スウィーニー）